# Clearing
Inom bank och finans avser clearing (uttalas "cliring" på svenska) en daglig matchning av utestående betalningar mellan banker i avsikt att så långt som möjligt mot varandra kvitta ömsesidiga skulder o. fordringar. 
Clearing innebär en sammanställning och redovisning av två eller flera bankers betalningsförpliktelser gentemot varandra. Efter att betalningarna har clearats (kvittats) mellan bankerna genomförs avveckling, som är den slutliga regleringen av skulder och fordringar mellan två banker och görs hos ett avvecklingsinstitut. För betalningar i SEK görs avvecklingen hos Sveriges Riksbank i betalningssystemet RIX.
Vanligtvis är det centralbanker som agerar som avvecklingsinstitut .
För att överföra pengar till ett bankkonto behövs ett clearingnummer . I Sverige består ett bankkonto av både clearingnummer och löpnummer. 
Enligt den svenska värdepappersmarknadslagen är clearingverksamhet en fortlöpande verksamhet som består i att
1. på clearingdeltagarnas vägnar göra avräkningar i fråga om deras förpliktelser att leverera finansiella instrument eller att betala i svensk eller utländsk valuta,
2. träda in som motpart till både köpare och säljare av finansiella instrument, eller
3. på annat väsentligt sätt ansvara för att förpliktelserna avvecklas genom överförande av likvid eller instrument.[3]

En clearingorganisation skall driva sin verksamhet hederligt, rättvist och professionellt och på ett sätt så att allmänhetens förtroende för värdepappersmarknaden upprätthålls. En clearingorganisation skall tillgodose de säkerhetskrav som är förenade med verksamheten enligt svenska lagar.
Clearingorganisationen skall i verksamheten tillämpa principerna om fritt tillträde, som innebär att var och en som uppfyller de krav som ställs i lagen och av clearingorganisationen får delta i clearingen. Dessutom ska principen om neutralitet tillämpas, som innebär att clearingorganisationens regler tillämpas på ett likformigt sätt gentemot alla clearingdeltagare.
De clearingorganisationer som verkar i Sverige är CLS, EuroCCP, Nasdaq OMX DM, Bankgirot och Euroclear Sweden . 
För överföring av medel mellan användarna som ska clearas så behövs betalningssystem. Det finns två typer av betalningssystem; system för stora betalningar och system för massbetalningar. I Sverige är det RIX som är systemet för stora betalningar och Bankgirot som sköter all clearing av massbetalningar (massbetalningssystem är system som hanterar stora volymer betalningar till lågt värde) . Clearing av massbetalningar genomförs i något av de två betalningssystem som heter Bankgirosystemet och Betalningar i realtid . Tillstånd till att bedriva clearinghus ger av Finansinspektionen och övervakas av Riksbanken.